# 亚硝基

亚硝基结构式

在有机化学中，亚硝基是指一种由一氧化氮（–N=O) 基团连接到有机基团而成的官能团。亚硝基化合物可归类为C-亚硝基化合物（例如，亚硝基烷烃；R–N=O ), S -亚硝基化合物 ( nitrosothiols; RS–N=O）， N-亚硝基化合物（例如，亚硝胺，RN(–R’)–N=O )和O-亚硝基化合物（亚硝酸烷基酯；RO–N=O ）。

## 合成
亚硝基化合物可以通过还原硝基化合物或通过氧化羟胺来制备。 邻亚硝基苯酚可通过鲍迪施反应产生。在费歇尔-赫普重排反应中，芳香族 4-亚硝基苯胺由相应的亚硝胺制备。

## 特性

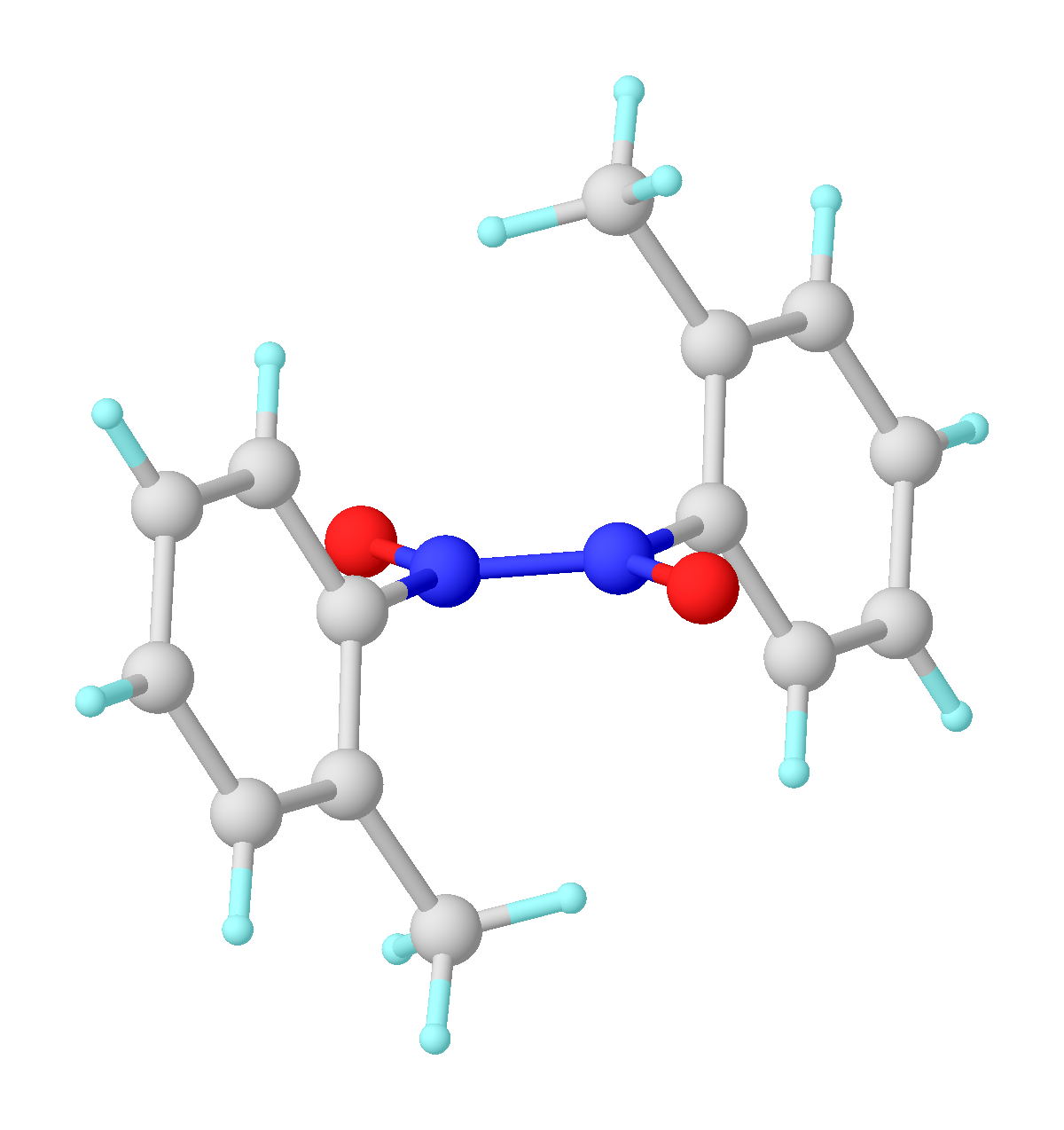
2-亚硝基甲苯二聚体的结构

亚硝基芳烃通常参与单体-二聚体平衡。在固态下通常呈淡黄色的二聚体更常见，而深绿色单体在稀溶液或较高温度下更占优。它们以顺式和反式异构体存在。 
由于氮氧自由基的稳定性，亚硝基有机化合物往往具有非常低的 C-N键解离能：亚硝基烷烃的 BDE 约为30—40 kcal/mol（130—170 kJ/mol） ，而亚硝基芳烃的 BDE 约为50—60 kcal/mol（210—250 kJ/mol） 。因此，它们通常对热和光敏感。含有 O-(NO) 或 N-(NO) 键的化合物通常具有更低的键离解能。例如， N-亚硝基二苯胺 Ph2N–N=O，其 N–N 键解离能仅为23 kcal/mol（96 kJ/mol） 。 有机亚硝基化合物作为过渡金属的配体。 

## 反应
存在许多利用中间体亚硝基化合物的反应，如Barton反应和Davis-Beirut反应，以及在吲哚的合成中，如：Baeyer-Emmerling吲哚合成，巴尔托利吲哚合成。在萨维尔反应中，汞被用来取代硫醇基团中的亚硝酰基。

## 亚硝化与亚硝基化
亚硝酸盐可以进入两种反应，这取决于物理化学环境。
- 亚硝基化是添加一个亚硝酰离子NO−
对金属（例如铁）或硫醇，导致亚硝酰铁Fe–NO （例如，在亚硝基化血红素中 = 亚硝基血红素）或S -亚硝基硫醇 (RSNO)。
- 亚硝化是添加一个亚硝鎓离子NO+
到胺 –NH
2导致亚硝胺。这种转化发生在酸性 pH 值下，特别是在胃中，如N-苯基亚硝胺的形成方程式所示： 
{\displaystyle {\ce {NO2- + H+ <=> HONO}}}
{\displaystyle {\ce {HONO + H+ <=> H2O + NO+}}}
{\displaystyle {\ce {C6H5NH2 + NO+ -> C6H5N(H)NO + H+}}}

许多伯烷基N -亚硝基化合物，例如CH
3N(H)NO ，在水解成醇方面往往不稳定。那些衍生自仲胺（例如，(CH
3)
2NNO衍生自二甲胺）更稳健。正是这些N-亚硝胺是啮齿动物的致癌物。

## 无机化学中的亚硝基

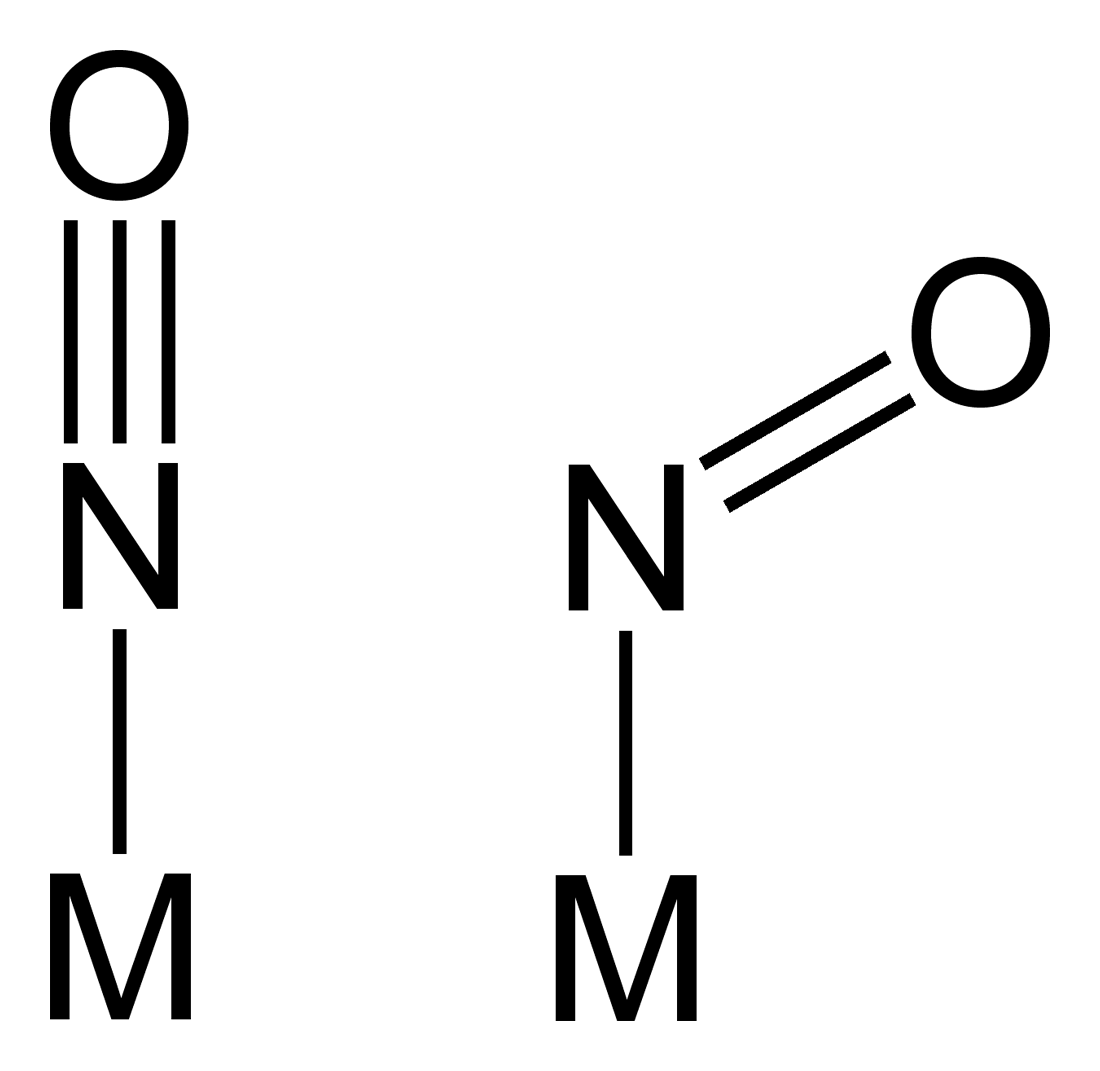
线性和弯曲的金属亚硝基

亚硝酰基是含有 NO 基团的非有机化合物，例如通过 N 原子直接与金属结合，形成金属-NO 部分。或者，非金属的例子是常见的试剂亚硝酰氯（Cl–N=O ）。一氧化氮是一个稳定的自由基，有一个不成对的电子。一氧化氮的还原产生亚硝酰阴离子，NO−
 ：
{\displaystyle {\ce {NO + e- -> NO-}}}
NO 的氧化产生亚硝鎓阳离子，NO+
:
{\displaystyle {\ce {NO -> NO+ + e-}}}
一氧化氮可以作为配体形成金属亚硝酰络合物或只是金属亚硝酰。这些配合物可以被视为加合物NO+
 ,NO−
 ，或一些中间情况。

### 在食物中

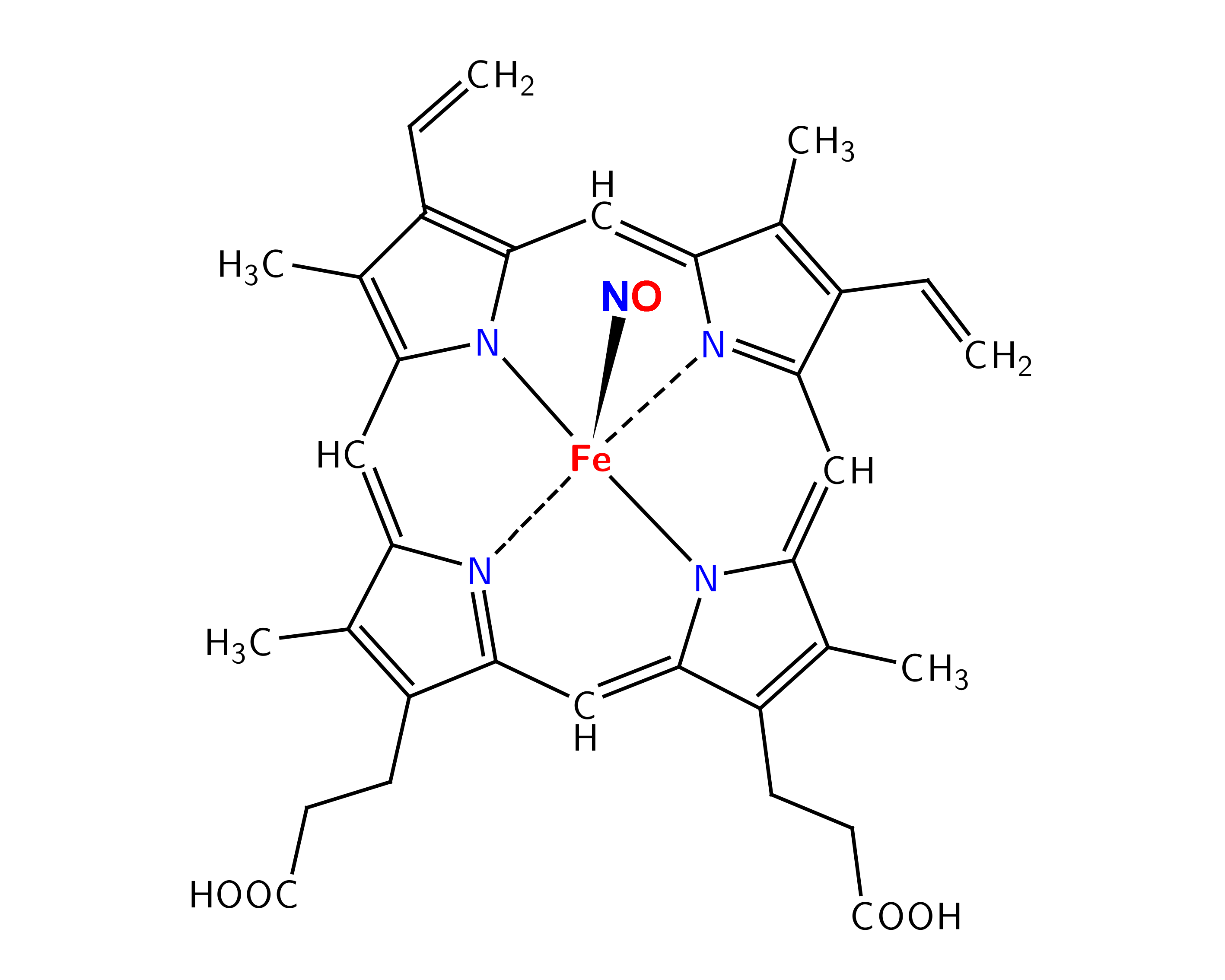
亚硝酰血红素

在食品和胃肠道中，亚硝化和亚硝基化对消费者健康的影响不同。
- 在腌肉中：经过腌制的肉类含有亚硝酸盐，pH 值约为 5，其中几乎所有亚硝酸盐都以NO−
2 (99%)。腌肉还添加了抗坏血酸钠（或异抗坏血酸或维生素C）。正如 S. Mirvish 所证明的，抗坏血酸盐抑制胺亚硝化为亚硝胺，因为抗坏血酸盐与NO−
2形成 NO。 [7] [8]抗坏血酸和 pH 值 5 的状况有利于血红素铁的亚硝基化，形成亚硝基血红素，当包含在肌红蛋白中时是红色素，当它通过烹饪释放时是粉红色素。它参与了腌肉的“熏肉味”。据欧洲加工肉类游说团顾问 KO Honikel 称， 因此，亚硝基血红素被认为对肉类行业和消费者有益。 [9]据加工肉类行业以外的科学家称，亚硝基血红素被认为是一种致癌化合物。 [10] [11] [12]
- 在胃中：分泌的氯化氢形成酸性环境（pH=2) 和摄入的亚硝酸盐（与食物或唾液一起）会导致胺亚硝化，从而产生亚硝胺（潜在致癌物）。如果胺浓度低（例如，低蛋白饮食，无发酵食品）或维生素C 浓度高（例如，高水果饮食）。然后形成S -nitrosothiols，在 pH 值下稳定维持在2左右。
- 在结肠中：中性 pH 值不利于亚硝化。即使在添加仲胺或亚硝酸盐后，粪便中也不会形成亚硝胺。 [13]中性 pH 值有利于NO−
从S -亚硝基硫醇中释放，以及铁的亚硝基化。根据 Bingham 和 Kuhnle 的说法，Bingham 团队在吃红肉的志愿者[14]的粪便中测量的先前称为 NOC（ N-亚硝基化合物）的物质主要是非N-亚硝基 ATNC（表观总亚硝基化合物），例如S -nitrosothiols 和亚硝酰铁（如亚硝酰血红素）。 [15]